# Maggie Stiefvater
Margeret "Maggie" Stiefvater (Harrisonburg, Virginia, 1981. november 18. –) amerikai ifjúsági író, szerző, művész. Első, két kötetből álló könyvsorozata a Tündérdallam (angol nyelven: Books of Faerie) címet viseli, karrierjét a Turtleback Books kiadóval szerződve indította útnak 2008-ban. Legismertebb sorozatai a Mercy Falls farkasai és a Hollófiúk. Jelenleg (2018) Nyugat-Virginiában él férjével és gyermekeivel.

## Élete
Elmondása szerint gyermekkorában szorongással küzdött, és számos fóbiája volt. Vadászpilótának és versenyautó pilótának készült, emellett előszeretettel olvasott és gyakorolta az írást. 11 éves kora környékén magántanuló lett, középiskolai tanulmányait ezen az úton fejezte be, majd a Mary Washington College diákja lett, és történelemből szerzett diplomát. 16 éves korára kéziratait már több kiadóhoz is benyújtotta, szintén ekkor változtatta meg nevét Heidiről Margaretre. Az egyetemi tanulmányai elejére már több mint 30 novellát írt. A diploma megszerzése után portréművészként dolgozott, amely lovasművészetre specializálódott.
Férjével és két gyermekével Shenandoah Valleyben él egy farmon. Az írás mellett számos hobbija van, fest, rajzol, zenél, és gyerekkorából fennmaradt érdeklődése az extrém járművek iránt, könyveiben találhatók erre utalások. Egy 1973-as Camaro tulajdonosa, amelyet Loki néven emleget weboldalán és közösségi felületein.

## Munkássága

### Írói karrierje
Első kötetét 2008-ban publikálta a Turtleback Books gondozásában, amely a Lament nevet kapta, majd ezt követte a sorozat második és egyben utolsó megjelent része, a Ballada. Az első könyv megjelenése előtt pedig már előre eladta a következő jogait, illetve a Mercy Falls farkasainak első részéét, a Borzongásét is. Ez utóbbi 40 hétig tündökölt a New York Times Bestseller listáján, valamint 1,5 millió példány került belőle eladásra, és több mint 36 nyelvre fordították le a művet. 2011-ben egy különálló kötettel jelentkezett, amely A Skorpió Vágta címet viseli. A könyv filmes adaptációja is szóba került, ám hivatalosan nem álltak elő forgatókönyvvel. 2012-ben megjelent a Hollófiúk című kötet, amely szintén az ezen a néven futó sorozat első része, 2016-ban fejeződött be, s még ugyanebben az évben bejelentették, hogy hamarosan a tévéképernyőkön is megelevenedik.

### Zene és művészet
Egyetemi évei alatt versenyszerűen játszott skót dudán, majd alapított egy kelta irányzatú zenekart Ballynoola néven, és egészen a keleti partig jutott turnéjuk. A duda mellett más hangszereken is játszik, könyveihez nővérével, Kate Hummellel közösen szereznek és vesznek fel dalokat, melyek az animációs bemutatóvideók alapjául szolgálnak. Emellett saját rajzolású és festésú borítóterveket és bemutatókat is készít könyveihez, ábrázolja a karaktereket digitális és hagyományos kézi technikával is.

## Művei

###### Tündérdallam
- Lament: A Látó szerelme (2008)
- Ballada: A holtak éneke (2009)

###### Mercy Falls Farkasai
- Borzongás (2009)
- Várunk (2010)
- Örökké (2011)
- Bűnös (2014) – kiegészítő kötet

###### Hollófiúk
- A Hollófiúk (2012)
- Álomrablók (2013)
- Kék liliom (2014)
- A Hollókirály (2016)

###### Egyéb, különálló kötetek
- A Skorpió Vágta (2011)
- A hajsza (2014)
- All the Crooked Saints (2017)

###### Közreműködések más írókkal
- The Curiosities: A Collection of Stories (2012)
- Pip Bartlett's Guide to Magical Creatures (2015)
- The Anatomy of Curiosity (2015)

###### Novellák
- The Hounds of Ulster (2010)
- Non Quis, Sed Quid (2011)

## Magyarul megjelent művei
- Shiver. Borzongás; ford. Gazdag Tímea; Könyvmolyképző, Szeged, 2009 (Vörös pöttyös könyvek)
- Linger. Várunk; ford. Gazdag Tímea; Könyvmolyképző, Szeged, 2010 (Vörös pöttyös könyvek)
- Forever. Örökké; ford. Gazdag Tímea; Könyvmolyképző, Szeged, 2011 (Vörös pöttyös könyvek)
- The raven boys. A hollófiúk; ford. Molnár Edit; Könyvmolyképző, Szeged, 2012 (Vörös pöttyös könyvek)
- The dream thieves. Álomrablók. A hollófiúk-sorozat II. kötete; ford. Molnár Edit; Könyvmolyképző, Szeged, 2013 (Vörös pöttyös könyvek)
- Ballada. A holtak éneke. Tündérdallam II.; ford. Robin Edina; Könyvmolyképző, Szeged, 2013 (Vörös pöttyös könyvek)
- Lament. A látó szerelme. Tündérdallam I.; ford. Robin Edina, versford. Miklya Zsolt; Könyvmolyképző, Szeged, 2013 (Vörös pöttyös könyvek)
- The Scorpio Races. A Skorpió Vágta; ford. Vallató Péter; Könyvmolyképző, Szeged, 2014 (Vörös pöttyös könyvek)
- Blue lily, lily blue. Kék liliom. A hollófiúk-sorozat III. kötete; ford. Molnár Edit; Könyvmolyképző, Szeged, 2015 (Vörös pöttyös könyvek)
- A hajsza; ford. Pék Zoltán; Könyvmolyképző, Szeged, 2015 (Spirit animals)
- Sinner. A bűnös; ford. Szabó Krisztina; Könyvmolyképző, Szeged, 2015 (Vörös pöttyös könyvek)
- The raven king. A hollókirály. A Hollófiúk-sorozat IV. kötete; ford. Molnár Edit; Könyvmolyképző, Szeged, 2017 (Vörös pöttyös könyvek)
- Call down the hawk. A sólyom nyomában. Álmodók-trilógia 1. könyv; ford. Nagy Boldizsár; Könyvmolyképző, Szeged, 2021 (Vörös pöttyös könyvek)